# 茅島雅俊
茅島 雅俊（かやしま まさとし、1989年12月2日 - ）は、日本のラグビー選手。

## プロフィール
- 福岡県出身[1]。
- ポジションはプロップ(PR)。
- 身長 174cm、体重 108kg
- ニックネームは「カヤシマ」。

## 略歴
ラグビーを始めたきっかけは母親にラグビー場に連れて行かれたことから。
2008年、東福岡高校卒業後、明治大学に入る。なお東福岡高校時代、高校日本代表候補に選ばれ、第31回高校東西対抗試合に西軍として出場した。また明治大学時代の同級生に小野慎介、小泉将、鈴木亮大郎、秦一平、楢山直幸、日高駿、溝口裕哉らがいる。　　
2012年、明治大学卒業後、コカ・コーラウエストレッドスパークス（現・コカ・コーラレッドスパークス）に加入。同年9月8日に行われたトップキュウシュウA第1節の中国電力戦に先発出場で公式戦初出場を果たす。
2018年、コカ・コーラレッドスパークスを退団した。